# LMR (album)
LMR è il primo album in studio del supergruppo statunitense Levin Minnemann Rudess, pubblicato il 5 settembre 2013 dalla Lazy Bones Recordings.

## Tracce
Musiche di Tony Levin, Marco Minnemann e Jordan Rudess.
1. Marcopolis – 4:53
2. Twitch – 3:08
3. Frumious Banderfunk – 3:39
4. The Blizzard – 3:43
5. Mew – 7:49
6. Afa Vulu – 2:44
7. Descent – 3:24
8. Scrod – 6:10
9. Orbiter – 3:13
10. Enter the Core – 4:08
11. Ignorant Elephant – 5:30
12. Lakeshore Lights – 4:36
13. Dancing Feet – 3:05
14. Service Engine – 8:38

DVD bonus nell'edizione speciale
1. Tony & Jordan Jam Session – 20:11
2. Marco Interview – 19:45
3. Jordan & Tony Interview – 22:23
4. Outtakes – 9:31
5. 24 Bit Audio + Bonus Track – 68:33

## Formazione
Musicisti
- Tony Levin – basso, chapman stick, violoncello
- Marco Minnemann – batteria, chitarra
- Jordan Rudess – tastiera, continuum, effetti sonori, seaboard

Produzione
- Scott Schorr – produzione
- Tony Levin – produzione